# August Peter von Schöning
August Peter Friedrich Siegmund von Schöning (* 12. März 1780 in Ückerhof, Kreis Pyritz; † 30. November 1858 in Stargard in Pommern; vollständiger Name August Peter Friedrich Sigmund von Schöning) war ein preußischer Landrat.

## Leben
Er war der älteste Sohn des Gutsbesitzers und Landrats August Ernst von Schöning und dessen Gemahlin Friedrike Amalie von Papstein. Die Familie von Schöning gehört zu den ältesten pommerschen Adelsgeschlechtern. Er erhielt zunächst Privatunterricht zu Hause, besuchte dann die Realschule in Berlin, das spätere Friedrich-Wilhelms-Gymnasium, und studierte anschließend Rechtswissenschaft und Kameralwissenschaften an der Brandenburgischen Universität Frankfurt.
1801 wurde er Referendar bei der Regierung in Stettin, 1802 Referendar bei der Pommerschen Kriegs- und Domänenkammer und im März 1804 Assessor bei der Kammer.
Als sein Vater das Amt des Landrates des Kreises Pyritz niederlegte, wurde August Peter von Schöning im Juni 1804 von den Kreisständen zu seinem Nachfolger gewählt. Nach dem Tode seines Vaters im Jahre 1807 übernahm er die väterlichen Lehngüter Ückerhof, Suckow an der Plöne und Muscherin. 1817 legte er bei Suckow das Lehngut Schöningsburg an. Im Jahre 1813 wurde er vom König mit dem St. Johanniter-Orden ausgezeichnet, im Jahre 1818 mit dem Roten Adlerorden 3. Klasse. Neben seinem Amt als Landrat wurde er im Jahre 1827 zum Geheimen Regierungsrat und Mitglied des Regierungskollegiums in Stettin ernannt. Im Jahre 1848 legte er sein Amt als Landrat nieder. Bei dieser Gelegenheit erhielt er den Titel eines Wirklichen Geheimen Oberregierungsrates.
August Peter von Schöning war ununterbrochen von 1824 bis 1854 Mitglied des Pommerschen Provinziallandtages. In den 1. und 2. Provinziallandtag (1824 und 1827) wurde er als Abgeordneter der Landgemeinden des Kreises Greifenhagen, des Kreises Pyritz und des Kreises Saatzig gewählt. Im 3. bis 13. Provinziallandtag (1831 bis 1856) saß er dann als Vertreter der Ritterschaft. Im 3. bis 13. Provinziallandtag wurde er zum Stellvertreter des Vorsitzenden ernannt.
August Peter von Schöning blieb unvermählt und hatte die Geschwister Ludwig (* 1822) und Mathilde Auguste Wilhelmine (* 1826) adoptiert. Seine Lehngüter konnten diese nicht erben. So kaufte er 1839 von seiner Schwester das Gut Megow, das dieser nach dem Tod des Vaters zugefallen war. Das Gut Megow war zwar einstmals auch ein Lehen der Familie Schöning gewesen, dann aber an die Familie von Küssow gekommen und war 1797 allodifiziert worden. Durch Testament richtete er in Megow einen Familienfideikommiss zugunsten seines Adoptivsohnes ein. Nachdem August Peter von Schöning 1858 gestorben war, wurde Ludwig Schöning Fideikommissherr auf Megow. Als Besitzer von Megow wurde er 1863, zusammen mit seiner Schwester, vom König als von Schöning-Megow in den Adelsstand erhoben. Da Ludwig von Schöning-Megow kinderlos starb, fiel der Familienfideikommiss Megow über eine Tochter seiner Schwester an die Familie von Heyden-Linden. Die Lehngüter Ückerhof, Suckow an der Plöne, Muscherin und Schöningsburg fielen nach dem Tod von August Peter von Schöning an die zwei Söhne seines Bruders.
Beigesetzt wurde August Peter von Schöning im Mausoleum im Park von Megow.

## Schriften
- Historisch-geographisch-statistisches Handbuch des Pyritzer Kreises in Hinter-Pommern, Regierungs-Departments Stettin. F. Grade, Stettin 1856, S. 573–577. (Online).